# Liste der Wappen im Bodenseekreis
Diese Liste beinhaltet alle in der Wikipedia gelisteten Wappen des Bodenseekreises in Baden-Württemberg, inklusive historischer Wappen. Fast alle Städte, Gemeinden und Kreise in Baden-Württemberg führen ein Wappen. Sie sind über die Navigationsleiste am Ende der Seite erreichbar.

## Bodenseekreis

Wappen des Bodenseekreises[1]
Der Bodenseekreis in Baden-Württemberg
Landkreis Tettnang (1938–1972)
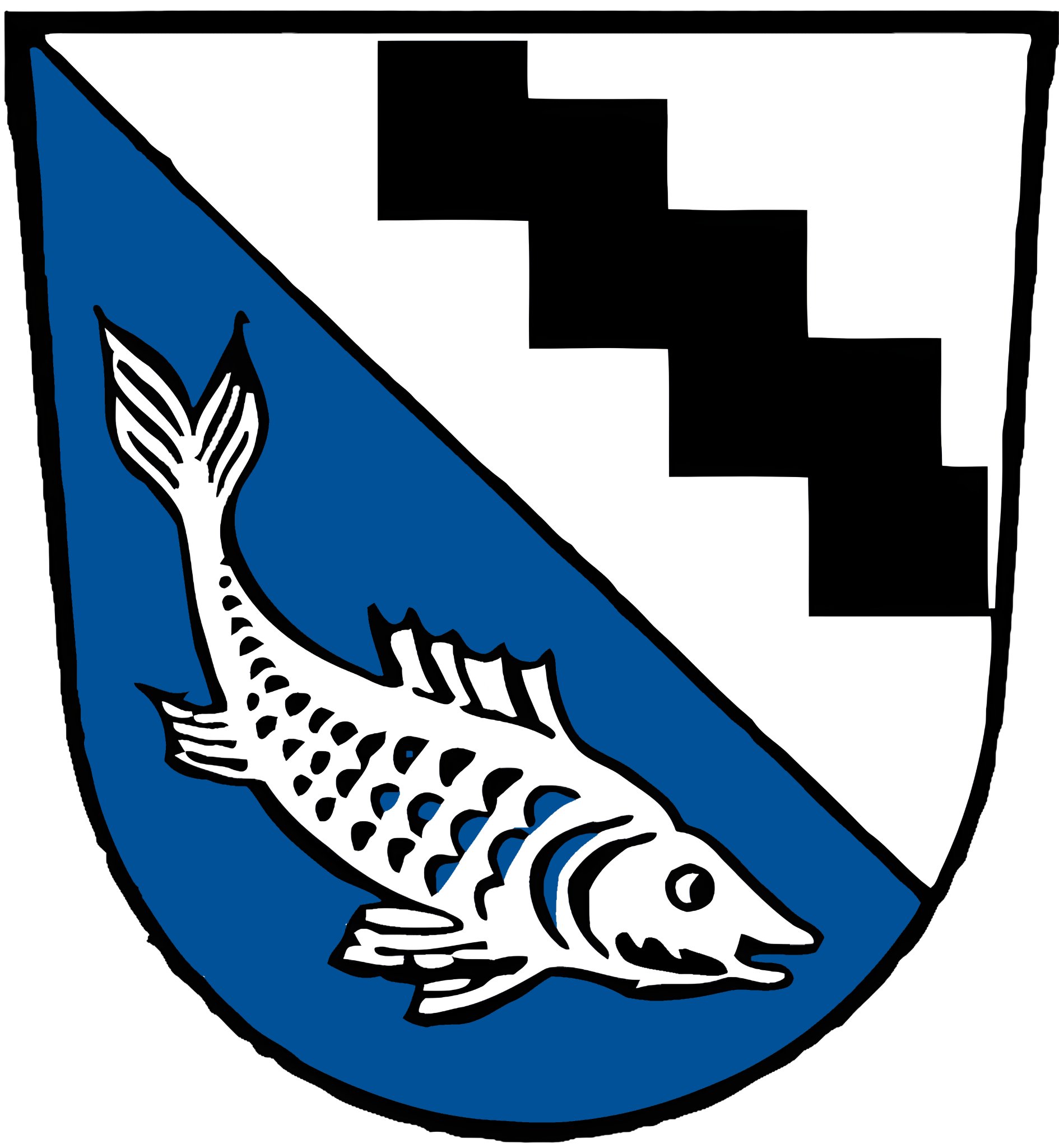
Landkreis Überlingen (1938–1972)

## Städtewappen im Bodenseekreis

Friedrichshafen
Markdorf
Meersburg
Tettnang
Überlingen

- Friedrichshafen[2]
- Markdorf[3]
- Meersburg[4]
- Tettnang[5]
- Überlingen[6]

## Gemeindewappen im Bodenseekreis

Bermatingen[7]
Daisendorf[8]
Deggenhausertal[9]
Eriskirch[10]
Frickingen[11]
Hagnau am Bodensee[12]
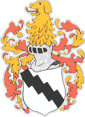
Heiligenberg
Immenstaad am Bodensee[14]
Kressbronn am Bodensee[15]
Langenargen[16]
Meckenbeuren[17]
Neukirch[18]
Oberteuringen[19]
Owingen[20]
Salem[21]
Sipplingen[22]
Stetten[23]
Uhldingen-Mühlhofen[24]

¹ Die Gemeinde Heiligenberg verwendet inoffiziell das Wappen der alten Gemeinde Heiligenberg, das diese vor der Gebietsreform geführt hat.

## Ehemalige Gemeindewappen

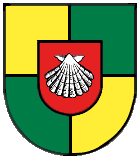
Ahausen
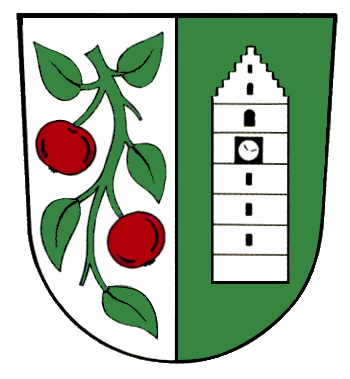
Ailingen
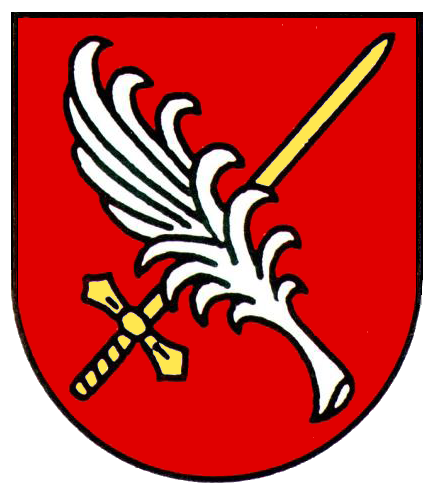
Altheim
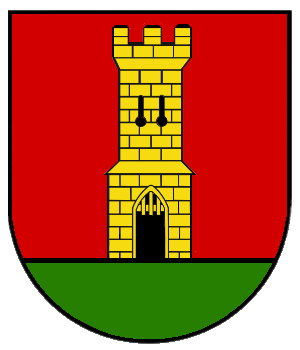
Baitenhausen
Bambergen[29]
Beuren[30]
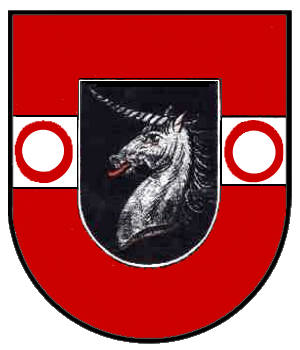
Billafingen
Bonndorf[32]
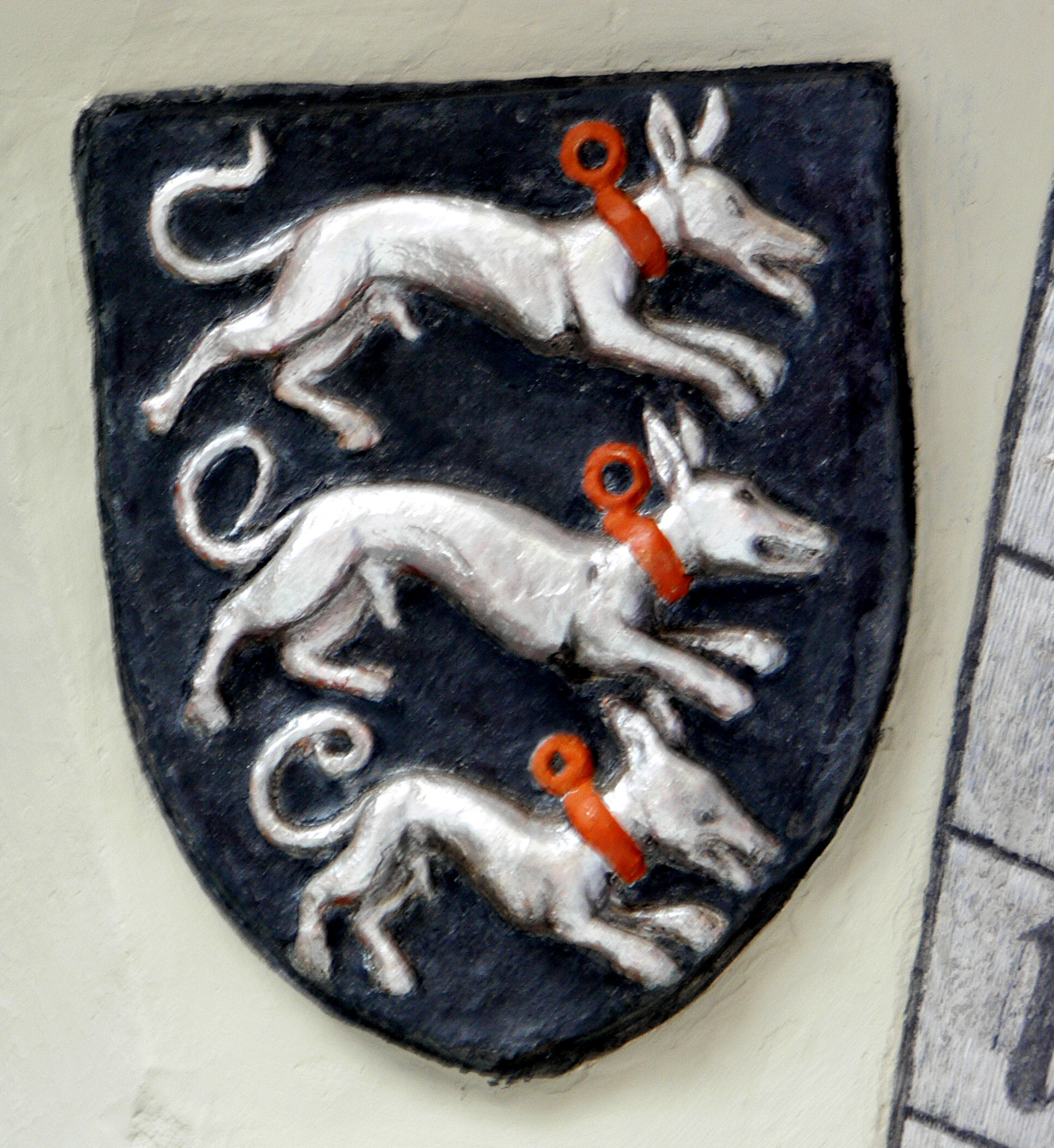
Brochenzell
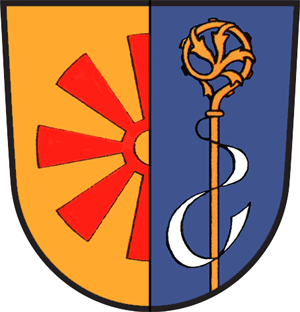
Buggensegel
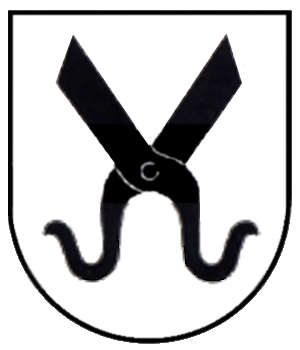
Deggenhausen
Deisendorf[35]
Ettenkirch[36]
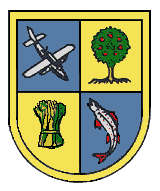
Fischbach
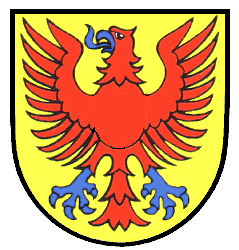
Frickingen alt
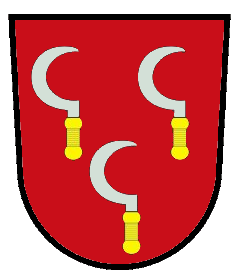
Grasbeuren
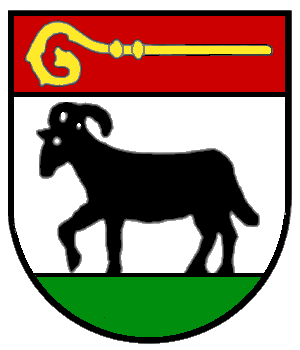
Hattenweiler
Hödingen[40]
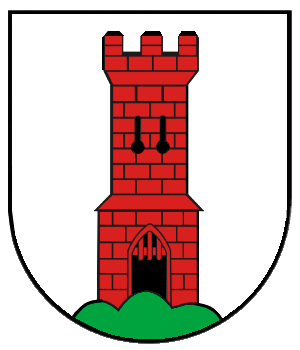
Hohenbodman
Homberg[42]
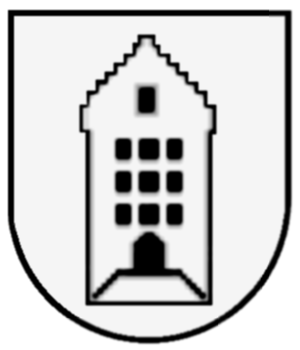
Ittendorf
Kau[44]
Kehlen[45]
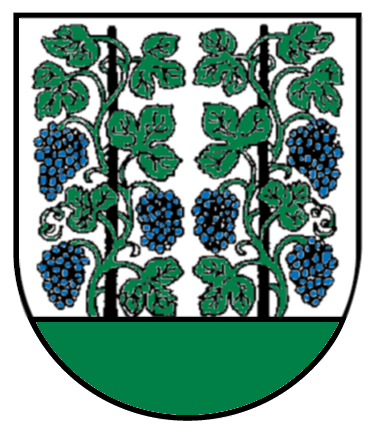
Kippenhausen
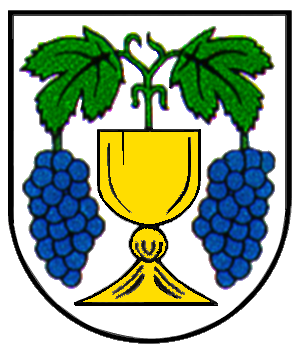
Kluftern
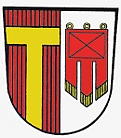
Laimnau
Langnau[48]
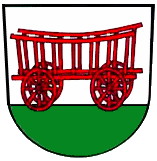
Leustetten
Lippertsreute[50]
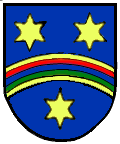
Mimmenhausen
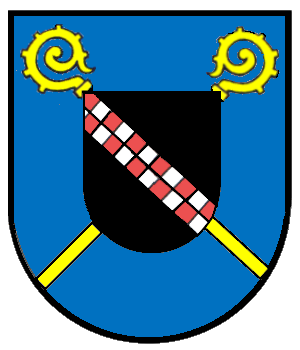
Mittelstenweiler
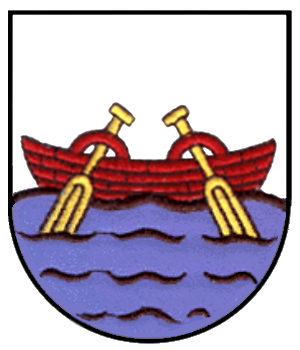
Mühlhofen
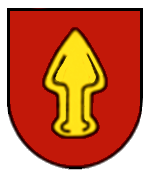
Nesselwangen
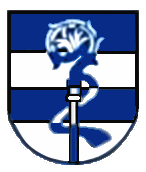
Neufrach
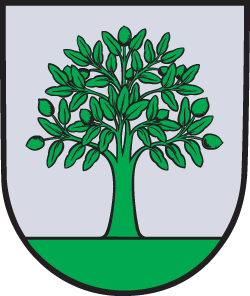
Nußdorf
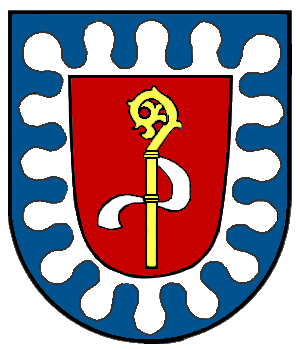
Oberstenweiler
Oberuhldingen[58]
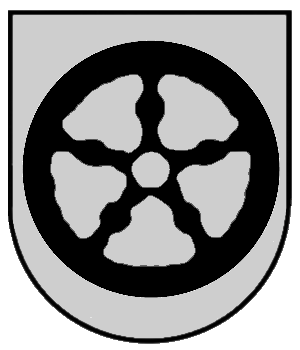
Raderach
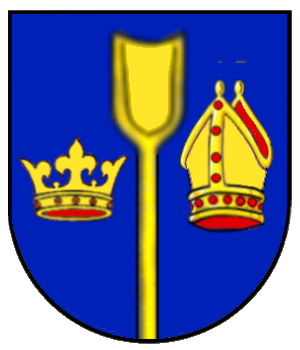
Rickenbach
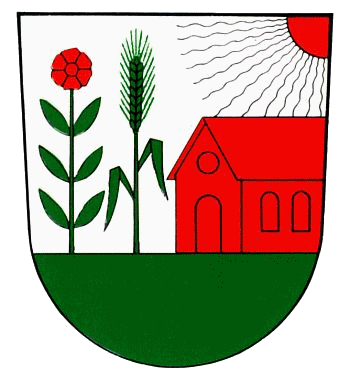
Riedheim
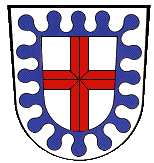
Roggenbeuren
Stefansfeld[63]
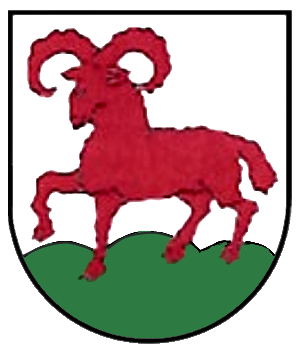
Taisersdorf
Tannau[65]
Tüfingen[66]
Untersiggingen[67]
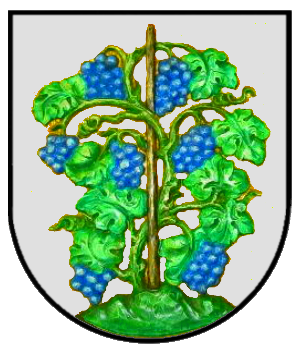
Unteruhldingen
Urnau[69]
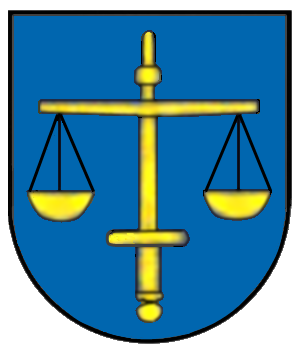
Weildorf
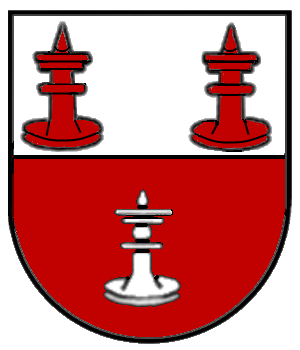
Wintersulgen
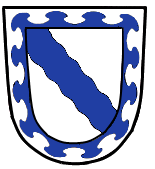
Wittenhofen

## Blasonierungen
1. ↑  Bodenseekreis: In Blau über drei silbernen (weißen) Wellenfäden ein achtspeichiges goldenes (gelbes) Rad ohne Felgen (Mühlrad).
2. ↑  Friedrichshafen: In gespaltenem Schild vorne in Gold eine bewurzelte grüne Buche, hinten in Rot ein silbernes Hifthorn mit dem Mundstück nach unten, goldener Fessel und goldenen Beschlägen.
3. ↑  Markdorf: In Gold ein achtspeichiges rotes Rad ohne Felgen (Mühlrad).
4. ↑  Meersburg: In Gold über blauem Wellenschildfuß eine gemauerte rote Burg mit Zinnenturm über dem geöffneten Tor und beiderseitigem Pultdach.
5. ↑  Tettnang: In Silber ein aufspringender rot bezungter schwarzer Hund mit goldenem Halsband und goldenem Ring daran.
6. ↑  Überlingen: In Gold ein schwarzer Adler mit goldenem Brustschild, darin ein golden gekrönter und golden bewehrter roter Löwe; auf dem Schild aus einem Spangenhelm mit goldener Helmkrone wachsend ein golden gekrönter und golden bewehrter roter Löwe, in der rechten Pranke ein bloßes (stahlblaues) Schwert mit goldenem Griff haltend; Helmdecken rot-gold.
7. ↑  Bermatingen: In Silber ein aufgerichteter, rot bewehrter und rot bezungter schwarzer Bär.
8. ↑  Daisendorf: In gespaltenem Schild vorne in Gold ein rot bewehrter und rot bezungter halber schwarzer Adler am Spalt, hinten in Silber ein halbes geschliffenes rotes Kreuz am Spalt.
9. ↑  Deggenhausertal: Unter von Silber und Grün im Wolkenschnitt geteiltem Schildhaupt in Silber eine nach oben geöffnete schwarze Schere.
10. ↑  Eriskirch: In gespaltenem Schild vorne in Blau eine goldene Lilie, hinten in Gold eine blau bedachte silberne Kirche mit rechtsstehendem spitzem Turm.
11. ↑  Frickingen: In Gold ein blau bewehrter und blau bezungter roter Adler, belegt mit einem zweimal von Gold und Rot schräg geteilten Brustschild.
12. ↑  Hagnau am Bodensee: In gespaltenem Schild vorne in Blau ein goldener Krummstab, hinten in Silber eine blaue Traube mit zwei grünen Blättern.
13. ↑  Heiligenberg: Die Gemeinde Heiligenberg verwendet inoffiziell das Wappen der alten Gemeinde Heiligenberg, das diese vor der Gebietsreform geführt hat.
14. ↑  Immenstaad am Bodensee: In Rot mit einem im Wellenschnitt von Blau und Silber geteilten Bord zwei schräggekreuzte goldene Pilgerstäbe, darüber eine goldene Pilgermuschel, darunter eine goldene Kleeblattkrone.
15. ↑  Kressbronn am Bodensee: In Silber über zwei jeweils mit schwarzen Stielen zusammenhängenden Dreiergruppen schwarzer Kirschen eine dreilatzige golden befranste rote Fahne mit drei goldenen Trageringen.
16. ↑  Langenargen: In Silber an drei goldenen Trageringen eine dreilatzige, golden befranste rote Fahne, oben belegt mit einem kurzen, doppelreihig von Schwarz und Gold gespickelten Balken.
17. ↑  Meckenbeuren: In gespaltenem Schild vorne in Silber eine dreilatzige rote Fahne mit drei roten Trageringen, hinten in Rot ein aufgerichteter silberner Windhund mit schwarzem Halsband und silbernem Ring daran.
18. ↑  Neukirch: In Silber unter einer dreilatzigen roten Fahne schräggekreuzt ein gestürztes rotes Schwert und ein roter Abtsstab.
19. ↑  Oberteuringen: In Blau auf einem schreitenden silbernen Pferd der Hl. Martin in silberner Rüstung mit silbernem Schwert seinen goldenen Mantel teilend.
20. ↑  Owingen: In Gold ein achtspeichiges, achtschaufliges rotes Mühlrad.
21. ↑  Salem: In Blau ein doppelreihig rot-silbern geschachter Schrägbalken (Zisterzienserbalken), überdeckt von einem aus dem Unterrand wachsenden goldenen Abtstab mit nach links gekehrter Krümme und silbernem Pannisellus.
22. ↑  Sipplingen: In Silber ein roter Löwe, die Brust belegt mit einer schräglinken natürlichen Rechthand, mit der rechten Pranke einen aus dem Unterrand wachsenden goldenen Weinstock mit drei goldenen Trauben und drei grünen Blättern, mit der linken ein blaues Rebmesser haltend.
23. ↑  Stetten: In Blau schräggekreuzt ein goldenes Schwert und ein goldener Schlüssel mit nach oben und außen weisendem Bart.
24. ↑  Uhldingen-Mühlhofen: Von Rot und Silber sechsfach geständert, in den roten Feldern je eine sechsblättrige silberne Rose, in den silbernen Feldern je drei blaue Wellenleisten übereinander.
25. ↑  Ahausen: Geviert von Gold und Grün mit rotem Herzschild, darin eine silberne Muschel.
26. ↑  Ailingen: In gespaltenem Schild vorne in Silber ein nach unten gekehrter grüner Apfelbaumzweig mit zwei roten Äpfeln, hinten in Grün ein silberner Kirchturm mit Staffelgiebel.
27. ↑  Altheim: In Rot schräggekreuzt ein silberner Palmzweig und ein goldenes Schwert.
28. ↑  Baitenhausen: In Rot auf grünem Schildfuß ein goldener Zinnenturm.
29. ↑  Bambergen: In gespaltenem Schild vorne in Schwarz drei gestürzte goldene Wolfsangeln, hinten in Silber ein gestürztes grünes Lindenblatt mit gespaltenem Stiel.
30. ↑  Beuren: In Silber auf einem geschweiften roten Sparren ein grünes Lindenblatt.
31. ↑  Billafingen: In Rot ein silberner Balken mit zwei roten Ringen; im schwarzen Herzschild ein rot bezungter silberner Einhornrumpf.
32. ↑  Bonndorf: Geviert mit rotem Herzschild, darin drei (2:1) silberne Ringe; 1 geteilt von Grün und Silber, 2 und 3 Blau, 4 in Gold ein rotes Doppellilienkreuz.
33. ↑  Buggensegel: In gespaltenem Schild vorne in Gold ein halbes achtspeichiges rotes Rad ohne Felgen, hinten in Blau ein wachsender goldener Krummstab mit silbernem Pannisellus.
34. ↑  Deggenhausen: In Silber eine nach oben geöffnete schwarze Schere mit U-förmigen Griffen.
35. ↑  Deisendorf: In Silber ein blauer Wellenschrägbalken, belegt mit einem silbernen Fisch.
36. ↑  Ettenkirch: In geteiltem Schild oben in Rot ein springender silberner Hirsch, unten in Silber ein roter Balken.
37. ↑  Frickingen alt: In Gold ein blau bewehrter, blau bezungter roter Adler.
38. ↑  Grasbeuren: In Rot drei (2:1) nach links gekehrte silberne Sicheln mit goldenem Griff.
39. ↑  Hattenweiler: Unter rotem Schildhaupt, darin ein mit der Krümme nach rechts liegender goldener Abtsstab, in Silber auf grünem Boden ein schreitender schwarzer Widder.
40. ↑  Hödingen: In Silber mit blauem Wolkenbord der gotische schwarze Großbuchstabe H.
41. ↑  Hohenbodman: In Silber auf grünem Dreiberg ein roter Zinnenturm.
42. ↑  Homberg: In Rot zwei goldene Schrägbalken.
43. ↑  Ittendorf: Ein Turm mit Staffelgiebel. (Siegelbild, kein Wappen. Der Wappenvorschlag des GLA, In Gold ein roter Zinnenturm mit aufgemauertem Sockel, wurde von der Gemeinde nicht angenommen.)
44. ↑  Kau: In Silber ein bewurzelter schwarzer Baumstumpf, in dem eine schwarze Axt mit schräglinks nach oben weisendem Griff steckt, im rechten Obereck eine dreilatzige befranste rote Fahne mit drei Trageringen (Ortschaftswappen, keine selbständige Gemeinde)
45. ↑  Kehlen: In Silber auf blauem Schildfuß eine gemauerte rote Brücke mit einem ganzen Bogen in der Mitte und je einem halben Bogen an den Seiten.
46. ↑  Kippenhausen: In Silber auf grünem Boden zwei grüne Weinstöcke mit je fünf grünen Blättern und drei blauen Trauben an schwarzen Rebstecken.
47. ↑  Kluftern: In Silber ein grüner Kelch, daraus wachsend eine grüne Weinranke mit rechts und links je einem grünen Blatt und einer blauen Traube.
48. ↑  Langnau: In gespaltenem Schild vorne in Rot ein durchgehendes goldenes Paulinerkreuz, hinten in Silber eine dreilatzige rote Fahne an drei goldenen Trageringen.
49. ↑  Leustetten: In Silber auf grünem Schildfuß ein roter Leiterwagen.
50. ↑  Lippertsreute: In Silber ein rotes Johanniterkreuz, belegt mit einem goldenen Herzschild, darin eine schwarze Lilie.
51. ↑  Mimmenhausen: In Blau ein gold-rot-blau-grün-goldener gebogener Balken (Regenbogen), begleitet von drei (2:1) goldenen Sternen.
52. ↑  Mittelstenweiler: In Blau zwei schräggekreuzte goldene Abtsstäbe mit einander zugekehrten Krümmen, im schwarzen Herzschild ein doppelreihig rot-silbern geschachter Schrägbalken.
53. ↑  Mühlhofen: In Silber auf blauem Wellenschildfuß ein rotes Boot mit zwei eingetauchten, nach außen gestellten goldenen Rudern.
54. ↑  Nesselwangen: In Rot eine gestürzte goldene Pflugschar.
55. ↑  Neufrach: In von Blau und Silber dreimal geteiltem Schild ein wachsender Krummstab [mit Pannisellus] in verwechselten Farben.
56. ↑  Nußdorf: In Silber auf grünem Boden ein grüner Nussbaum.
57. ↑  Oberstenweiler: In Rot mit blau-silbernem Wolkenbord ein wachsender goldener Krummstab mit silbernem Pannisellus.
58. ↑  Oberuhldingen: In Rot ein silbernes Beil mit goldenem Stiel.
59. ↑  Raderach: In Silber ein fünfspeichiges schwarzes Rad.
60. ↑  Rickenbach: In Blau eine aus dem Unterrand wachsende goldene Schäferschippe, begleitet rechts von einer goldenen Krone und links von einer goldenen Mitra, beide rot gefüttert und mit roten Steinen geziert.
61. ↑  Riedheim: In Silber auf grünem Boden aus dem linken Schildrand ragend ein rotes Haus, daneben eine grüne Ähre und eine rote Blume an grünem Blattstiel; aus dem linken Obereck strahlend eine rote Sonne.
62. ↑  Roggenbeuren: In Silber mit silber-blauem Wolkenbord ein geschliffenes rotes Kreuz.
63. ↑  Stefansfeld: In Gold ein doppelreihig rot-silbern geschachter Schrägbalken, überdeckt von einem aus dem Unterrand wachsenden goldenen Abtsstab mit nach links gekehrter Krümme und silbernem Pannisellus. (Änderung der Feldfarbe in Schwarz durch die Gemeinde 1962 gebilligt, aber Wappen nicht neu verliehen.)
64. ↑  Taisersdorf: In Silber auf grünem Dreiberg ein schreitender roter Widder.
65. ↑  Tannau: In Silber auf grünem Boden eine grüne Tanne, oben rechts eine dreilatzige rote Fahne (Kirchenfahne) [an drei schwarzen Trageringen].
66. ↑  Tüfingen: Geviert, 1 und 4 von Silber und Blau in 9 Plätzen geschacht, 2 und 3 Rot, das Ganze belegt mit einem schräglinks liegenden, wachsenden goldenen Krummstab.
67. ↑  Untersiggingen: In Gold auf grünem Dreiberg ein blau gekleideter bärtiger Mann mit blauer Mütze und schwarzen Schuhen, in der Rechten eine rote Tulpe mit grünem Stängel haltend.
68. ↑  Unteruhldingen: In Silber auf grünem Dreiberg ein grüner Weinstock mit drei grünen Blättern und zwei blauen Trauben an einem schwarzen Stecken.
69. ↑  Urnau: In Blau ein geschliffener goldener Stern.
70. ↑  Weildorf: In Blau ein aufrechtes goldenes Schwert, die Klinge überdeckt mit einer goldenen Waage.
71. ↑  Wintersulgen: In von Silber und Rot geteiltem Schild drei (2:1) Leuchter in verwechselten Farben.
72. ↑  Wittenhofen: In Silber mit silber-blauem Wolkenbord ein blauer Wellenschrägbalken.